# Pierre Louis Rouillard
Pierre Louis Rouillard (París, 16 de enero de 1820-ibídem, 2 de junio de 1881) fue un escultor francés, famoso por sus esculturas de animales.

## Datos biográficos

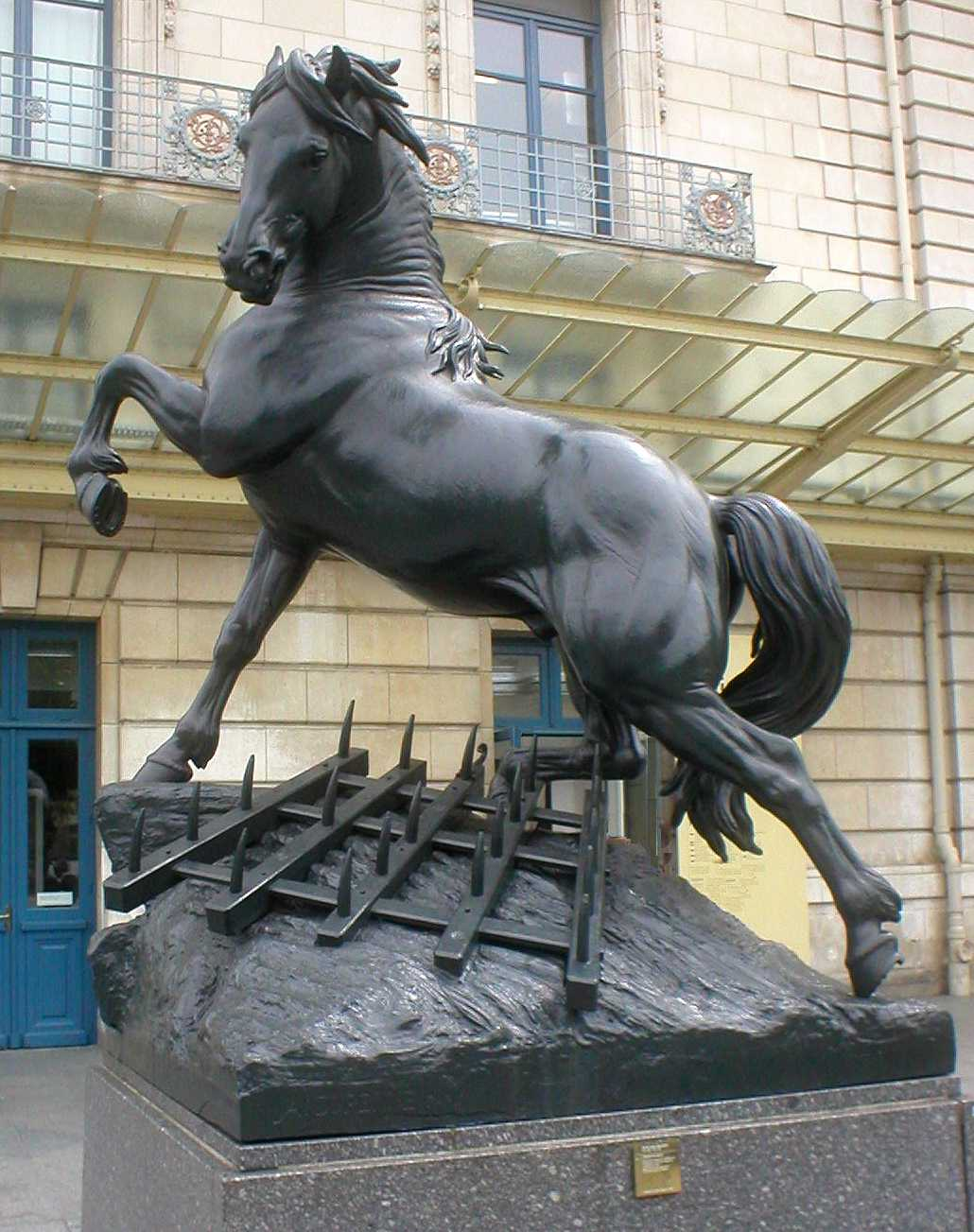
Cheval à la herse

En 1832, fue uno de los primeros alumnos de Georges Jacquot en la nueva clase de escultura de la Real Escuela Libre de Dibujo y Matemáticas (la actual Escuela Nacional de Artes Decorativas en París). En 1837, ingresó en la École des Beaux-Arts de París, donde fue alumno de Jean-Pierre Cortot. 
Debutó en el Salón de París en 1837 con la escultura de una leona. A ésta le siguieron después una larga serie de figuras de animales y grupos en cera, yeso, bronce y plata.
Desde 1840, como profesor de escultura y anatomía comparada en la Escuela de Diseño y Matemáticas o l'École de dessin, ahora escuela de Artes decorativas. Allí fue profesor de François Pompon. 
Su actividad como profesor de anatomía comparada, estuvo sustentada por su precedente actividad como escultor para el Museo de Historia Natural, lo que explica la precisión de sus esculturas de animales que fueron auténticos retratos.
Fue condecorado con la Orden de las Palmas Académicas y nombrado caballero de la Legión de Honor. 
La guerra de 1871 destruyó casi todos sus modelos en yeso o en tierra. 
Dedicado a la docencia hasta su muerte en 1881. Murió sin descendencia y está enterrado en Issy.

## Obras

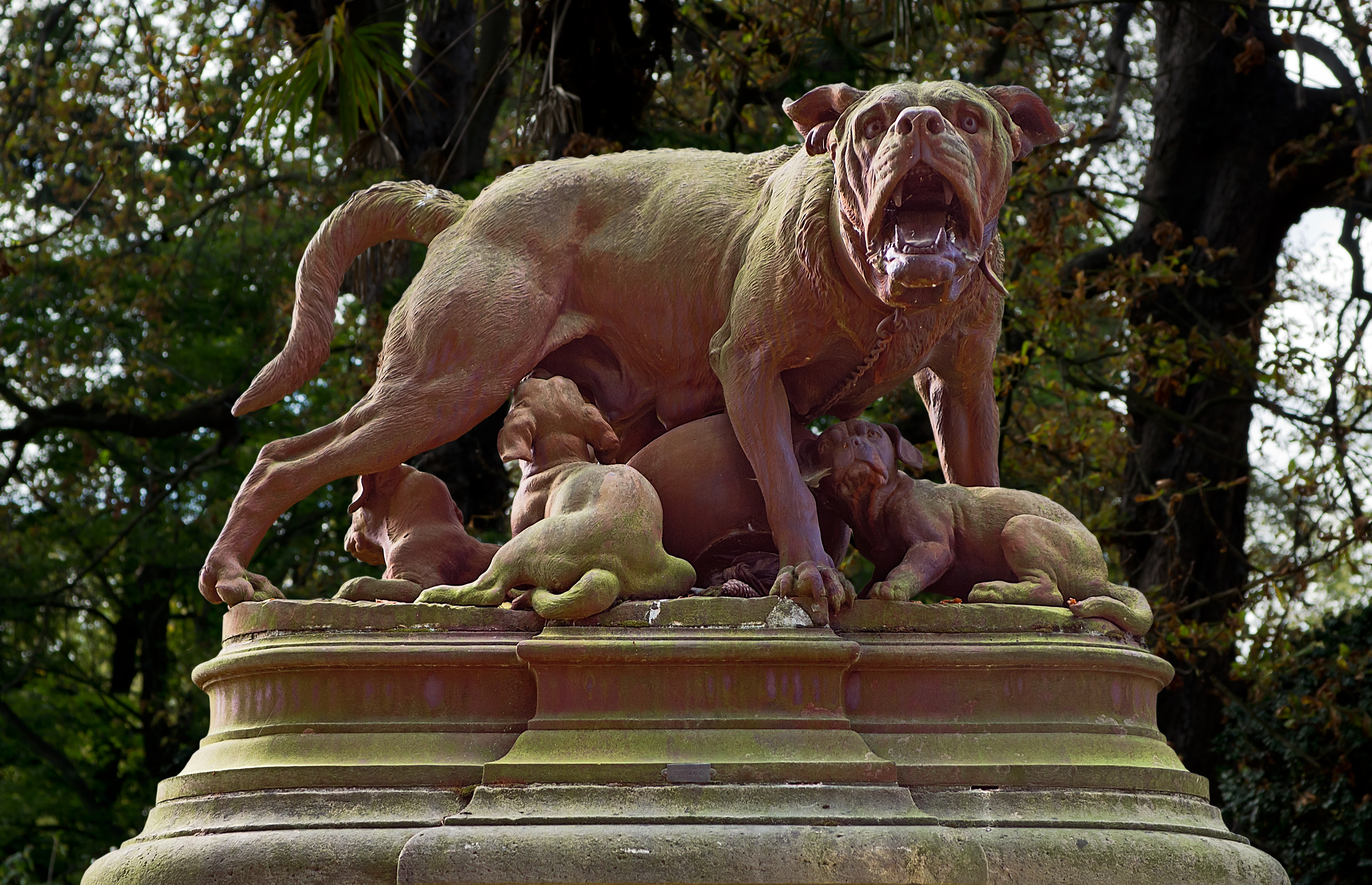
Perra del parque Gran Círculo, Toulouse

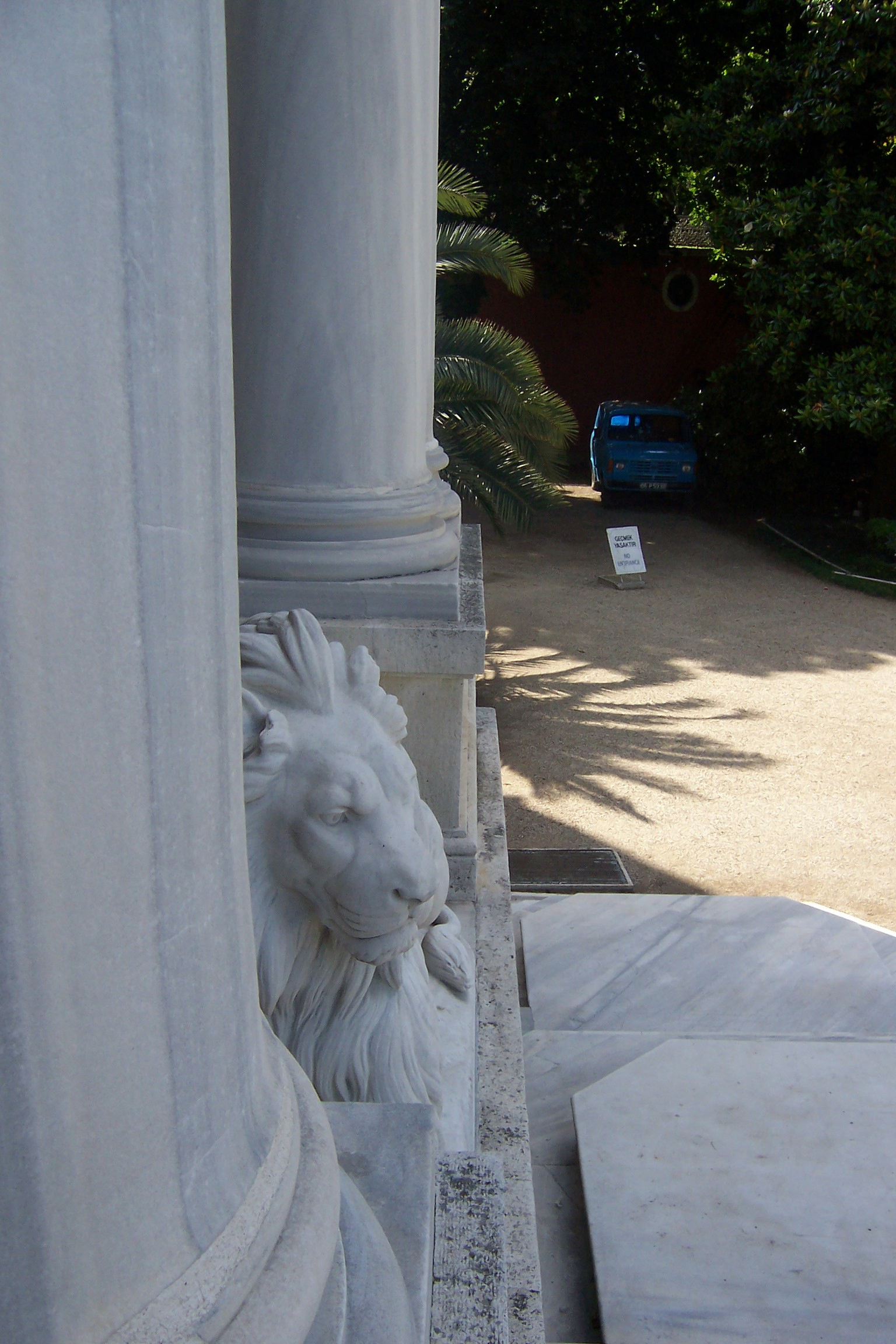
León de mármol en el Palacio de Beylerbeyi de Estambul

Fue miembro de la "escuela animalista de Francia" en la que también se incluyen a Pierre-Jules Mêne, Antoine-Louis Barye, Auguste Caïn y su alumno François Pompon. A diferencia de otros escultores animalistas, Rouillard trabajó mucho menos los pequeños formatos en bronce o plata, potenciando su actividad en los grandes formatos monumentales en piedra, bronce o hierro. Sus obras monumentales en piedra o bronce, fueron ampliamente reproducidas en hierro fundido para la decoración de parques y lugares públicos, como el jardín del Gran Círculo de Toulouse.
Sus trabajos incluyen esculturas para la Ópera Garnier, el Palacio del Louvre, la Fuente de San Miguel , el Tribunal Comercial de París y muchos edificios privados. Su principal producción escultórica estuvo vinculada a las artes decorativas. También hizo veinticuatro grupos de animales para la decoración del Palacio de Beylerbeyi en Constantinopla.
Dirigió equipos de escultores de la obra en el Louvre bajo la dirección de Duban, y posteriormente de Hector Lefuel. Fue responsable del diseño y parte de la realización de la sala de la armería, y de la decoración del patio de las caballerizas (actual patio Lefuel), incluidos los grupos de bronce de las peleas de animales.
Rouillard fue también famoso por sus modelos para los joyeros más importantes del siglo XIX, como Froment-Meurice o Christofle. Por ejemplo, nombrar sus numerosos premios de los concursos agrícolas, y también piezas prestigiosas como los grandes centros de mesa, como los del palacio de las Tullerías. Entre ellos el centro de mesa para Napoleón III titulado La Francia distribuyendo las coronas de gloria conservado en el Museo de artes decorativas de París. Realizado en bronce con baño de plata, fue rescatado de las ruinas del Palacio de las Tullerías.
Las obras que se conservaron tras la guerra de 1881 sufrieron también el abandono en los almacenes de la Escuela de Artes Decorativas, con su progresivo deterioro o destrucción.
Con la apertura del Museo de Orsay, muchas piezas fueron recuperadas. La vida y obra de Pierre Louis Rouillard fue foco de estudio para la historiadora Anne Pingeot.
Entre las mejores y más conocidas obras de Pierre Louis Rouillard se incluyen las siguientes:
- Cheval à la herse (Caballo con un trillo) (1877) colosal caballo de bronce, instalado en el acceso principal del Musée d'Orsay , París . Creado inicialmente para la fuente del Palacio del Trocadero durante la Exposición Universal de París de 1878. Fundidor Antoine Durenne[2]
- Mastín con cachorros (hacia 1855) ( Dorfold Hall, Cheshire, Reino Unido)[3]
- León sentado, en mármol del palacio de Beylerbeyi, en Estambul, en la orilla de Asia;
- El perro y el lobo, dos estatuas de bronce en la entrada del jardín de la Gran Círculo en Toulouse. Obra adquirida durante la Exposición de 1865 y de los fundidores de Duren Sommevoire en Haute-Marne.

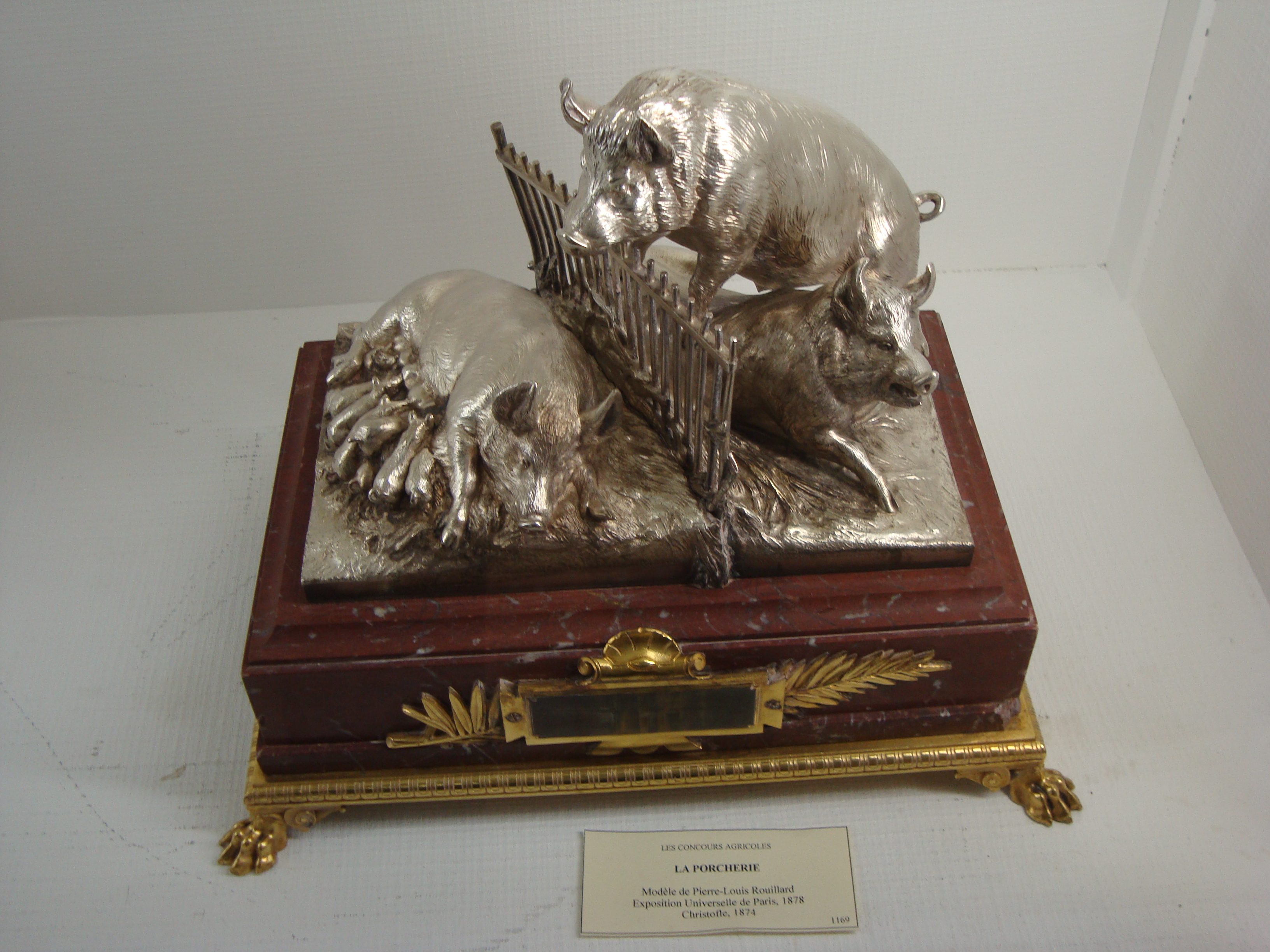
Porqueriza en plata, de Christofle.
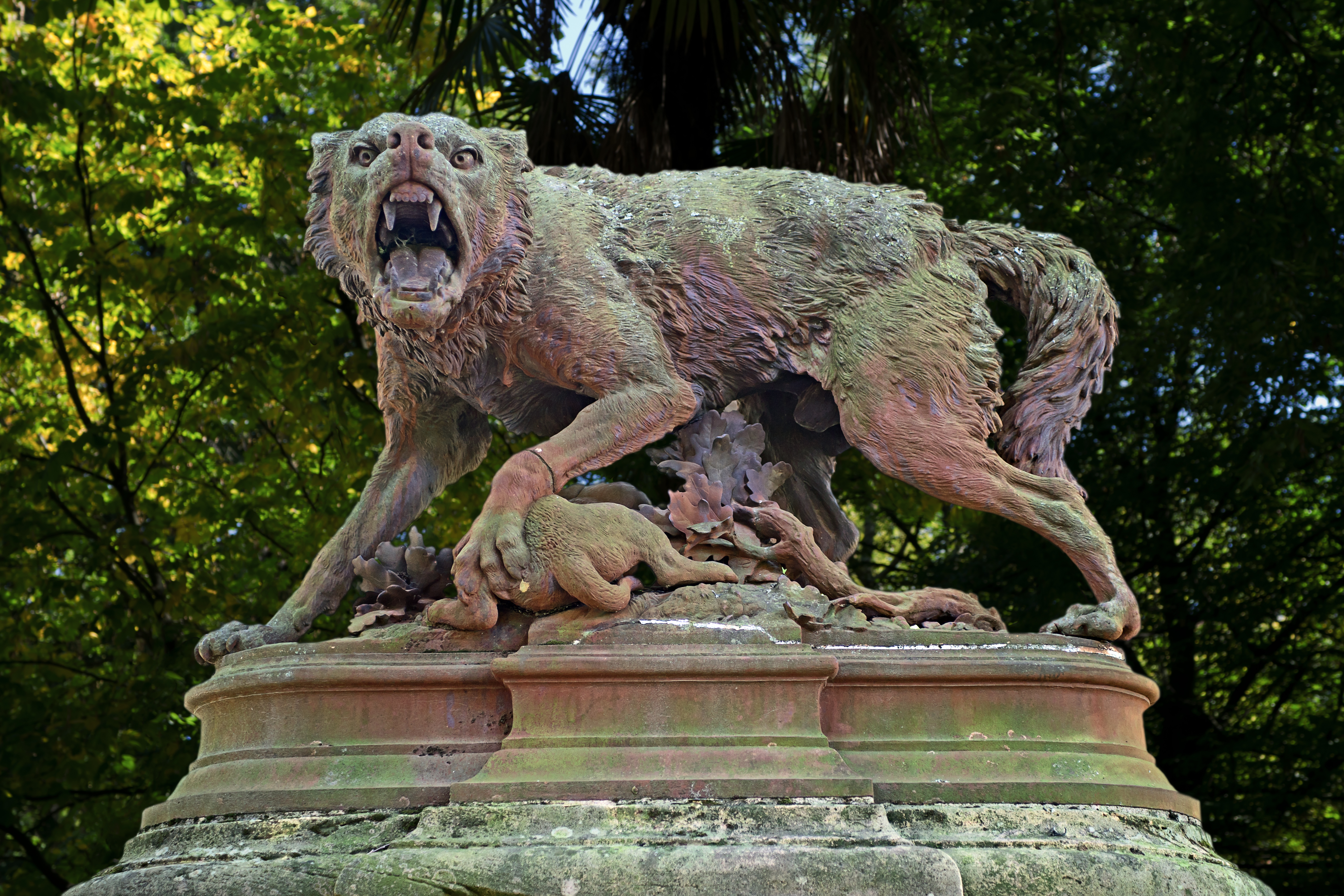
Loba del Gran Círculo, Toulouse43°35′44″N 1°27′9″E / 43.59556, 1.45250
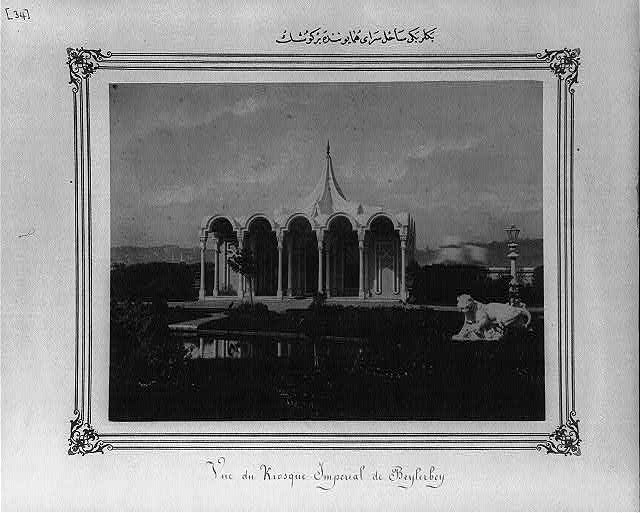
Fotografía antigua del Palacio de Beylerbeyi, donde puede verse el león de Rouillard
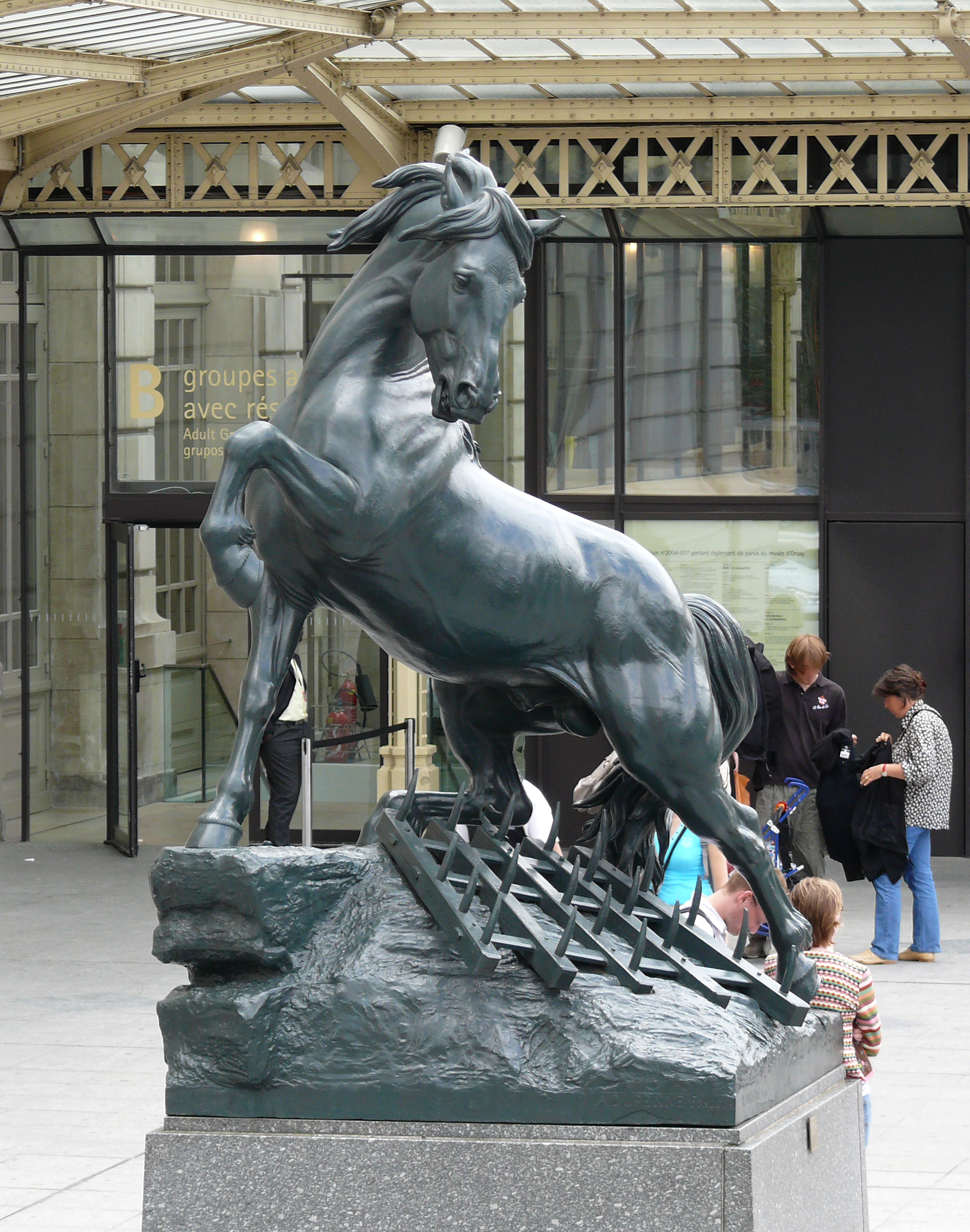
48°51′38.11″N 2°19′32.56″E / 48.8605861, 2.3257111
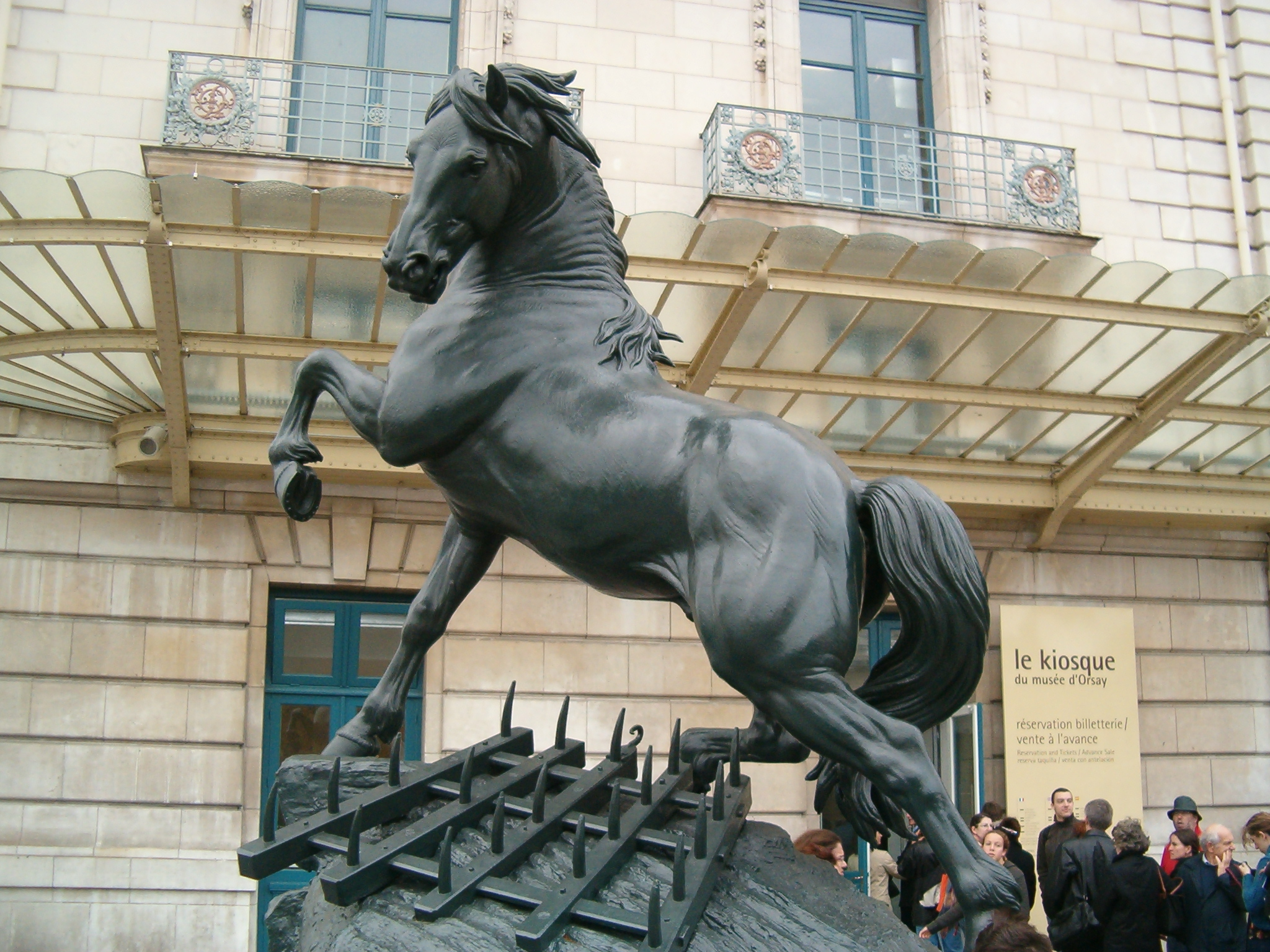